# Großdrebnitz
Großdrebnitz (hornolužickosrbsky Drjewnica) je vesnice, místní část velkého okresního města Bischofswerda v německé spolkové zemi Sasko. Nachází se v zemském okrese Budyšín v Horní Lužici a má 847 obyvatel.

## Historie
Großdrebnitz bylo založeno ve středověku jako lesní lánová ves. První písemná zmínka pochází z roku 1262, kdy je ves zmíněna jako Drewenitz maior. Roku 1936 bylo k obci Großdrebnitz připojena do té doby samostatná obec Kleindrebnitz a roku 1994 byl připojen Goldbach. Roku 1996 se obec Großdrebnitz stala součástí Bischofswerdy.

## Geografie
Großdrebnitz leží jihozápadně od jádra Bischofswerdy. Vesnice se táhne od severu k jihu údolím potoka Großdrebnitzbach, který je levým přítokem říčky Wesenitz. K místní části náleží i na severu navazující Kleindrebnitz a východně umístěné Neudrebnitz. Severně od Kleindrebnitz se nachází železniční zastávka Weickersdorf na železniční trati Görlitz–Drážďany.

## Pamětihodnosti
- evangelicko-luterský Martinův kostel
- barokní fara
- lidová stavení se stodolami

## Osobnosti
- Robert Heller (1812–1871), spisovatel
- Max Neumeister (1849–1929), lesník
- Hermann Vetter (1859–1928), pianista a hudební pedagog